# Amherst, Ohio
Amherst là một thành phố thuộc quận Lorain, tiểu bang Ohio, Hoa Kỳ. Năm 2010, dân số của thành phố này là 12021 người.

## Dân số
- Dân số năm 2000: 11797 người.
- Dân số năm 2010: 12021 người.